# Lady Macduff
Lady Macduff es un personaje ficticio de la obra de William Shakespeare, Macbeth (c. 1603-1607). Ella es la esposa de Lord Macduff, el thane de Fife, y la madre de un hijo sin nombre y otros niños. Su aparición en la obra es breve: ella y su hijo son presentados en el cuarto acto, una escena culminante que termina con ella y su hijo asesinados por orden de Lord Macbeth. Aunque la apariencia de Lady Macduff se limita a esta escena, su papel en la obra es bastante significativo. Los dramaturgos posteriores, especialmente Sir William Davenant, ampliaron su papel en la adaptación y en la actuación.

## Origen
Lord Macduff y Lady Macduff aparecen tanto en las Crónicas de Raphael Holinshed (1577) como en el Scotorum Historiæ de Hector Boece (1526). Las Crónicas de Holinshed fue la principal fuente de Shakespeare para la obra, aunque se separó significativamente de las Crónicas al retrasar el conocimiento de Macduff sobre el asesinato de su esposa hasta su llegada a Inglaterra. La última parte del Acto IV, Escena III es "totalmente de la invención de Shakespeare".

## Papel en la obra
En el Acto IV, Escena II, Lady Macduff aparece junto a la de Ross y su hijo sin nombre. Ella está furiosa con su esposo por la deserción de su familia. Ross intenta consolarla, aunque ofrece poco consuelo y Lady Macduff responde con agudas réplicas que traicionan su ira hacia su esposo. Afirmando ser superado por la emoción, Ross se despide. Lady Macduff se queda con su hijo, con quien habla, su furia hacia Lord Macduff se mezcla con su afecto por su hijo. Esta domesticidad se ve interrumpida por la llegada de un mensajero que le advierte del peligro inminente y la insta a escapar con sus hijos. Lady Macduff se alarma y momentos después, la escena es invadida por un grupo de asesinos enviados por Lord Macbeth. Primero matan al hijo e insta a su madre a huir. Ella escucha sus palabras y sale de la escena gritando: "¡Asesinato!". Ella es asesinada fuera del escenario, uno de varios asesinatos significativos fuera del escenario en la obra.

### Análisis de Lady Macduff
El retrato completo de Lady Macduff como personaje está pintado en esta escena, aunque está claro a través de sus acciones que es una madre ferozmente protectora y una mujer que no tiene miedo de hablar en contra de los demás. Ella habla descaradamente contra la deslealtad de su esposo, diciendo: "Él no nos ama" y "Su huida fue una locura". Cuando uno de los asesinos pregunta dónde está su esposo, ella responde valientemente: "Espero que no haya un lugar tan no santificado / donde pueda encontrarlo". Estas interacciones con otros personajes revelan su franqueza.
Lady Macduff desafía las acciones de su esposo, preguntándose: "¿Qué había hecho él para hacerlo volar la tierra?" y planteando una cuestión de lealtad que la obra nunca resuelve por completo.
Este desafío es asumido de inmediato por Lord Macduff en la siguiente escena, Acto IV, Escena III. Cuando Ross entra para contarle la noticia de la muerte de su esposa e hijos, inmediatamente pregunta por su esposa e hijos. El temor de Macduff por su seguridad y culpa es evidente, especialmente cuando pregunta: "¿El tirano no ha maltratado su paz?". Cuando finalmente escucha las noticias, su reacción sugiere tanto conmoción como culpa. Él pregunta varias veces si su esposa y los "lindos" están realmente muertos. El asesinato de la familia de Macduff y su conmoción en este evento convencen a Malcolm de la confiabilidad y deslealtad de Macduff hacia Lord Macbeth.

### Lady Macduff y Lady Macbeth
Lady Macduff y Lady Macbeth son dos que "comparten algunas cualidades básicas pero divergen en otras". Aunque Lady Macduff es un engaño para Lady Macbeth, no son completamente opuestos. Al igual que Lady Macbeth, Lady Macduff tiene un esposo que la ha abandonado con la intención de manipular el poder. Ambos sienten el dolor de la pérdida y ninguno entiende completamente a su cónyuge. Los contrastes son igual de claros e irónicos. Lady Macbeth cree que su esposo está demasiado lleno de la "leche de la bondad humana", mientras que Lady Macduff está furiosa con su esposo por el cruel abandono de su familia. Lady Macduff es una figura doméstica y afectuosa: su escena es una de las pocas veces que se ven juntos a un niño y a sus padres, en paralelo a una escena anterior entre Banquo y su hijo Fleance. Estos padres cariñosos contrastan marcadamente con la afirmación de Lady Macbeth de que ella desmayaría el cerebro de su hijo en lugar de renunciar a sus ambiciones. Lady Macbeth tiene control sobre la acción de su esposo al principio, mientras que Lady Macduff no tenía control ya que Macduff simplemente dejó a Lady Macduff sin su consulta.

## Historial de rendimiento
Los dramaturgos posteriores descubrieron que los paralelos entre Lady Macduff y Lady Macbeth fascinaban y ampliaban el papel de Lady Macduff en la obra para contrastar directamente con Lady Macbeth y sus acciones. Sir William Davenant inauguró esta estrategia en su adaptación de 1674, como parte de su mayor esfuerzo por educar a la población inglesa sobre la disciplina adecuada de las emociones humanas. Davenant amplió en gran medida el papel de Lady Macduff, haciéndola aparecer en cuatro escenas nuevas: “la primera con Lady Macbeth, la segunda con su esposo en el que son visitadas por las brujas, la tercera en la que ella trata de disuadirlo de oponerse. Lord Macbeth, y la cuarta donde, al enterarse del asesinato de Banquo, insta a Lord Macduff a huir a Inglaterra". Estas revisiones aumentaron en gran medida su papel de frustrada para Lady Macbeth, con Lady Macbeth dedicada al mal y Lady Macduff dedicada al bien.
En actuaciones posteriores de Macbeth, especialmente durante el siglo XVIII, la violencia del asesinato de niños no podía ser tolerada y el Acto IV, Escena II, fue generalmente eliminado incluso en 1904. Samuel Taylor Coleridge argumentó la trágica efectividad de este escena:
"Esta escena, a pesar de lo terrible que es, sigue siendo un alivio, porque es una variedad, porque es doméstica y, por lo tanto, es relajante, ya que está asociada con los únicos placeres reales de la vida. La conversación entre Lady Macduff y su hijo aumenta el patetismo y es preparatoria para la profunda tragedia de su asesinato".